# 文学性
文学性是一种语言的组织模式，通过特殊的形式和语言属性将文学文本与非文学文本区分开来（Baldick 2008）。一部文本之所以是文学作品，并不是因为其完成时的历史或社会文化现象等文学之外的条件，而是由于其使用的语言形式。因此，文学性被定义为使給定作品成为文学作品的特征。它通过某些艺术手段（例如韵律、韵律以及其他声音和重复模式）的使用，将文学作品与普通文本区分开来。

## 历史
1921年，俄罗斯形式主义者罗曼·雅各布森（Roman Jacobson）首次引入了“文学性”一词。在著作《现代俄罗斯诗歌》中，他宣称，“文学研究的对象不是文学作品，而是文学性，即使给定作品成为文学作品的原因”（Das 2005, p.78)。俄罗斯形式主义早于俄罗斯革命，因为它起源于 20 世纪的第二个十年，并在 1920 年代蓬勃发展。它起源于两个中心：莫斯科语言学圈和位于圣彼得堡的OPOJAZ 组织（诗歌语言研究协会）（Makaryk 2000，p. 53)。他们关注的重点是分析构成文学文本的特征，这与以前的传统文学研究相反，后者侧重于结合历史、传记、社会学和心理学等其他学科来研究文学（Makaryk 2000, p . 53)。俄罗斯形式主义坚持文学学者应该只关注文学文本的组成部分，而应该排除所有的直觉或想象。它强调重点在于文学创作本身，而不是作者/读者或任何其他外在系统（Erlich 1973, p.628）。
对俄罗斯形式主义者们，特别是维克多·什克洛夫斯基（Viktor Shklovsky）来说，文学性，或文学性和非文学性文本之间的区别是通过“陌生化”来实现的（Ekegren 1999，p.44）。文学文本的一个主要特点是读者会感到其语言陌生，偏离日常。它们能使我们对现实世界的习惯性看法陌生化，疏远化（Ekegren 1999，p.44）。 什克洛夫斯基指出，艺术的目的是中断受众对事物的自然反应，并赋予其一种新的，不可预见的感知（Makaryk 2000, p.54)。陌生化的语言会引起人们的注意：由于我们的感知是自然发生的，它会迫使读者自动通过各种不同的方式来注意陌生的事物，例如文字游戏、节奏、修辞格等（Lemon 1965, p.5）。
什克洛夫斯基引入的陌生化和文学性的另一个关键术语是“情节”的概念。对于什克洛夫斯基来说，情节是叙事的最重要特征，因为他声称“故事”和“情节”之间存在显着差异。叙事的故事需要事件的正常时间顺序，而情节是正常故事情节的扭曲，因此与陌生化有关（Williams 2004，p.5）。
布拉格学派理论，由其主要学者之一扬·穆卡洛夫斯基（Jan Mukarovsky）领导，进一步探索了陌生化的概念，而之后罗曼·雅各布森也更加深化了这一套理论研究。 穆卡洛夫斯基假设语言偏离（例如前景化）是诗歌文本的标志（Pilkington 2000, p.16）。他认为语气、隐喻、歧义、模式和平行等语言手段的使用将普通语言与诗歌语言区分开来。
而在 1960 年代，雅各布森引入了文学文本的诗意功能概念，并进一步提出“使用部分语言模式能够更加将读者的注意力吸引到作品的文法上”这一观点。他将诗歌语言作为研究中心，强调将文学与非文学文本区分开的是语音和句法重复的语言元素。他试图通过区分语言的六种功能来定义文学性：情感功能、指称功能、表达功能、元语言功能、意动功能和诗意功能（Zwaan 1993，p.7) 。对雅各布森来说，诗歌功能是最重要的功能，因为它主要关注传达的信息本身（Zwaan 1993，p.7）。文学作品中若使用了不同的语言结构，便可以使读者更加关注其文段本身，而如果没有，便可能被忽略。
因此，罗曼·雅各布森强调，文学之所以是文学主要是因为其对语言的使用，而同社会生活、历史或语言之外的任何事物的关联在对“文学作品”的定义上是无关紧要的。

## 文学和非文学文本

### 文学作品

#### 文学诗
诗歌文学文本中陌生化的两个例子是莎士比亚的十四行诗，其以“我的情妇的眼睛不像太阳”开头，其中韵律提供了一个诗歌的框架；和狄金森的《我感觉脑海中有一场葬礼》，其标题中有目的性的用词为读者创造了一个陌生的新概念 (Pope 2002)。

#### 文学小说
两位英国18世纪作家经常被俄罗斯形式主义者引用为叙事文学文本的参考，即乔纳森·斯威夫特的《格列佛游记》和劳伦斯·斯特恩的《项狄传》 （塞尔登 1997 年，第33)。在《格列佛游记》中，人物之间明显的比例差异，即格列佛和小人国之间，是陌生化现实世界的一个例子，因为它引起了人们对人物异常大小的注意（Pope 2002，p.90)。在项狄传中，熟悉的行为也因放慢速度而变得陌生——即叙述时常被打断、放慢或加速。此外，故事情节也存在扭曲，将第 18 章和第 19 章置于第 25 章之后突出显示，这样便使读者注意到了叙事结构和情节模式的特别（Klarer 2004, p.78)。在马塞尔·普鲁斯特 的《追忆似水年华》中也可以注意到这一点，整部小说是回顾性的，叙事顺序为过去到现在 (Ryan 2011, p.2）。

### 非文学文本
在俄罗斯形式主义和布拉格结构主义中，文学文本被视为以审美和疏离方式使用语言的文本，而非文学文本则是精确而准确地使用日常语言的文本。它们包括日常文本，例如报纸或杂志文章、信件、小册子、广告、报告或社论。

## 文学新理论的发展

### 新理论
1970年代，一些学者摆脱了俄罗斯形式主义者所采用的单一语言学理论，开始关注读者的作用。包括乔纳森·库勒、斯坦利·菲什和翁贝托·埃科在内的许多学者指出，文学性不能仅根据文本中的语言特性来定义，读者也是意义建构的关键因素（Zwaan 1993，p.8）。
他们认同前景化是诗歌的一个特点，但他们同时也表示前景化这类语言结构也可以在广告等普通文本中找到。雅各布森同意这样的诗意功能可以在任何文本中找到，但他认为这些功能相对于其他功能的主导地位是使文本成为诗意文本的原因（Pilkington 2000, p.19）。
尽管这一理由被后来的学者所接受，但雅各布森的理论仍然没有被视为将文学与普通文本分开的充要因素。因此，卡勒和菲什强调文学性的关键方面不是文本的诗意构造，而是作为文本应当满足的常规期望。
他们主要强调以读者为导向的理论，该理论超越了单纯的文本感知，侧重于读者在处理和解释文本中的作用。 菲什认为意义和文学性不是文本属性，而是依赖于读者如何在脑内构建对文本的解释（Zwaan 1993）。读者是某些社群的成员，在这些集合中，某些惯例和模式持续存在，而读者会根据这些经验对文本进行解释 （Zwaan 1993）。他认为，（读者）对文本的某种解释会因其所归属的社群决定。
对形式主义理论的强烈反对不仅来自读者导向论，也来自马克思主义文学批评家、言语行为理论和新历史主义。他们都认为不存在决定性的区分文学作品和普通文本的定义（Abrams 2009, p.128)。

### 文学性的两种观点
综上所述，对文学性定义的探索已经朝着两个方向发展。第一个方向是俄罗斯形式主义者的，它假设文学和普通文本之间存在差异，前者具有特定的文学语言特征。第二种方向则相反，认为这些语言特征可以在任何其他语言使用实例中找到。后者将兴趣从语法结构、句法和语义转移到分析作者和读者对文本的看法的语用学（Nöth 1990, p.350)。

## 现代文学理论
如今，理论家在文学性所涉及的问题上意见不一。 1990年代，一些学者重新引入形式主义的模型来定义文学性。 Van Dijk (1979) 和 Kintsch (1983) 等理论家专注于意义表征的认知方面，认为文学性不能在语言理论中，而需要在认知语用理论中寻求基础。 Zwaan (1993) 声称特定类型的话语会激发读者特定的大脑区域，来处理对文学文本的理解。还有其他学者认为文学性理论本身就是无稽之谈。